# Backspin (breakdance)

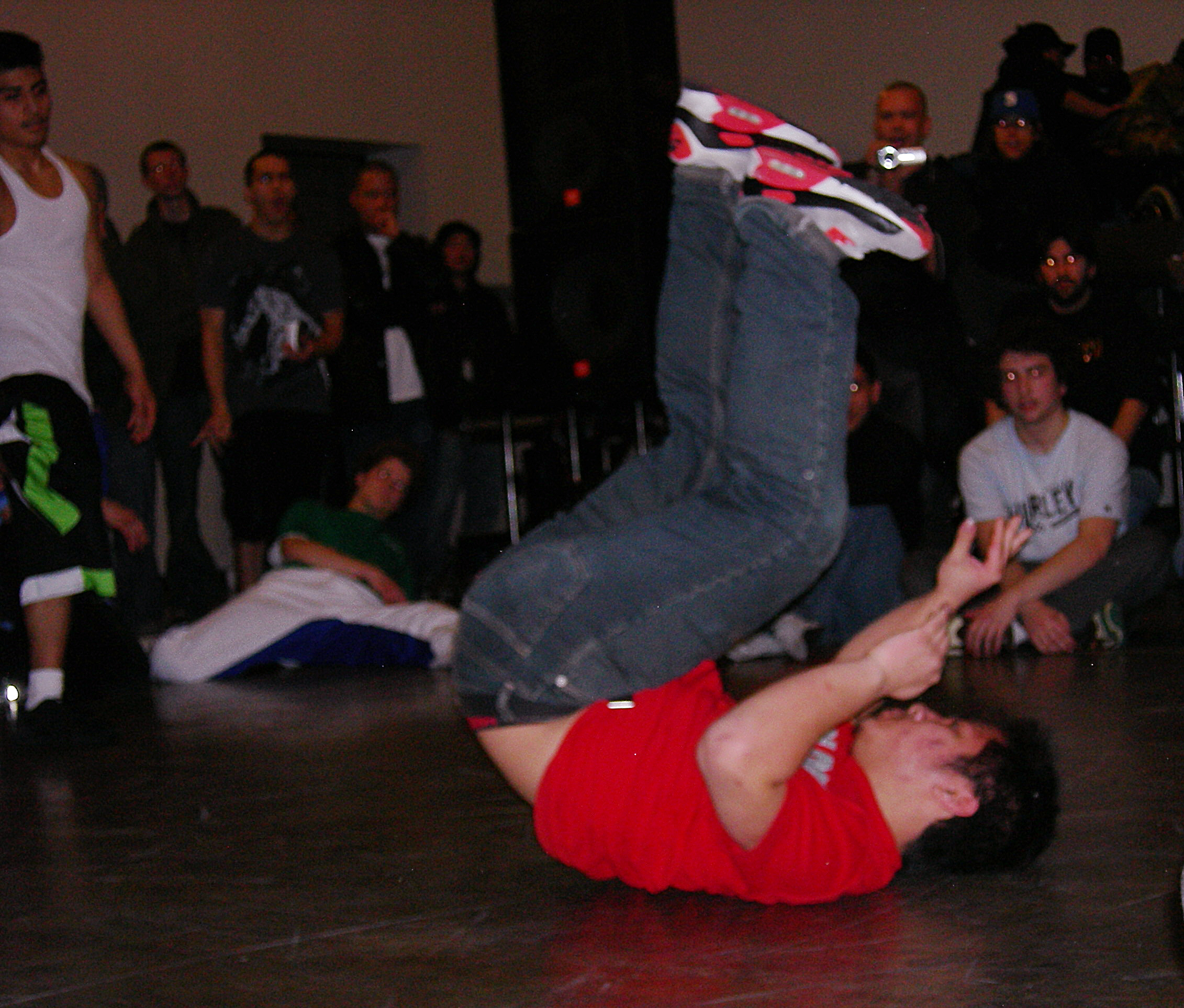
Een breakdancer bezig met een backspin

De backspin is een powermove uit het breakdance waarbij op de rug rondjes worden gedraaid.

## Proces
De breakdancer zit op de grond, met zijn ene been gestrekt, leunend op dezelfde elleboog (in het geval van een gestrekt linkerbeen wordt dus ook op de linkerelleboog gesteund), en het andere been ingetrokken. Vervolgens wordt het ingetrokken been zo ver mogelijk over het andere been heen gezwaaid waarna het tegen de borst wordt gedrukt. Tegelijkertijd wordt er afgezet met de arm waarmee op de grond wordt gesteund, waarna er wordt doorgezakt naar de schouder. Samen met het zwaaien van het overgebleven been (om snelheid te maken) wordt er een bolle rug gemaakt. Hierna duwt de breakdancer ook het andere been tegen zijn borst en draait op de schouderbladen rondjes. Het proces duurt ongeveer 1 seconde.